# Желсон Мартинс
Желсон Дани Батаља Мартинс (порт. Gelson Dany Batalha Martins; Праја, 11. мај 1995) професионални је португалски фудбалер који примарно игра у средини терена на позицији крилног играча. Пореклом је из Зеленортских Острва, а тренутно наступа за Монако као позајмљени играч Атлетико Мадрида.

## Клупска каријера
Желсон је рођен у Праји, главном граду Зеленортских Острва, одакле се као десетогодишњи дечак преселио у главни град Португалије Лисабон где је и почео озбиљније да тренира фудбал. У марту 2014. дебитује у сениорској конкуренцији као играч резервног тима Спортинга са којим се током те сезоне такмичи у португалској другој лиги.
Након успешне друголигашке сезоне у којој је на 40 одиграних утакмица постигао 6 голова, у лето 2015. прелази у први тим Спортинга за који дебитује већ 9. августа у утакмици Суперкупа против Бенфике. Већ током прве сезоне у најјачој португалској лиги наметнуо се као један од кључних играча свог тима. У првенственој утакмици против Тондела играној 15. јануара постиже пет хиљадити јубиларни гол Спортинга у португалском првенству. Уврштен је у идеалну поставу УЕФА лиге Европе за сезону 2017/18.
Иако је у зиму 2017. продужио уговор са Спортингом на још пет сезона, Желсон је у лето 2018. одлучио да раскине уговор са клубом због инцидента са навијачима који се десио током маја месеца, када је група присталица лисабонског тима незадовољна трећим местом у првенству упала на тренинг и повредила неколико играча и чланова стручног штаба.

## Репрезентативна каријера
Прво велико такмичење на ком је наступио у репрезентативном дресу било је Европско првенство У19 2014. у Мађарској на ком је репрезентација Португалије освојила друго место. Потом је наредне године играо и на светском првенству за играче до 20 година где су Португалци заустављени у четвртфиналу.
За сениорску репрезентацију Португала дебитовао је 7. октобра 2016. у квалификационој утакмици за светско првенство против селекције Андоре, а четири дана касније играо је и против Фарских Острва.
Селектор Фернандо Сантос уврстио га је на списак репрезентативаца и за Куп конфедерација 2017, те за Светско првенство 2018. у Русији. На првом такмичењу је одиграо свих пет утакмица, а Португалци су освојили треће место, док је на светском првенству одиграо тек пола сата у утакмици другог кола групе Б против Марока.

## Успеси и признања
ФК Спортинг Лисабон
- Португалски суперкуп (1) : 2015.
- Португалски лига куп (1) : 2017/18.

 ФК Атлетико Мадрид
- УЕФА суперкуп (1) : 2018.

 Португалија
- УЕФА ЕП У19:   2014.
- Куп конфедерација:  2017.